# Brave Family
Brave Family (hangul: 용감한 가족) es un programa de telerrealidad de Corea del Sur emitido por KBS 2TV desde el 23 de enero hasta el 3 de abril de 2015, con una longitud de 10 episodios trasmitidos cada viernes por las noches.
El programa consiste en que cada programa un famoso debe ser “adoptado” por una familia extranjera, y por ende, este debe convivir durante un periodo de tiempo y contar sus experiencias en el programa.

## Invitados
- Shim Hye Jin[2]
- Lee Moon Sik[3]
- Park Myeong Su
- Park Joo Mi
- Choi Jung Won[4]
- Kang Min Hyuk
- Kim Seol Hyun[5]

## Audiencia
| Ep. | Fecha de emisión      | Audiencia (Nacional) |
| --- | --------------------- | -------------------- |
| #1  | 23 de enero de 2015   | 6,2%                 |
| #2  | 30 de enero de 2015   | 4,9%                 |
| #3  | 06 de febrero de 2015 | 4,6%                 |
| #4  | 13 de febrero de 2015 | 6,1%                 |
| #5  | 27 de febrero de 2015 | 4.3%                 |
| #6  | 04 de marzo de 2015   | 4.2%                 |
| #7  | 11 de marzo de 2015   | 4.3%                 |
| #8  | 18 de marzo de 2015   | 4.8%                 |
| #9  | 25 de marzo de 2015   | 4.6%                 |
| #10 | 3 de abril de 2015    | 5.3%                 |